# AMC Networks
AMC Networks (укр. ЕйЕмСі Нетворкс) — американська медіакомпанія зі штаб-квартирою в Нью-Йорку, яка володіє та управляє кабельними каналами AMC (її однойменний бренд), IFC, We TV та SundanceTV; артхаусним кінотеатром IFC Center в Нью-Йорку, незалежними кінокомпаніями IFC Films та RLJE Films, а також преміум-сервісами потокового відео Acorn TV, Allblk, Shudder та Sundance Now. Компанія працює в Європі та Латинській Америці через свій міжнародний підрозділ, AMC Networks International.
Завдяки спільному підприємству з BBC, компанія управляє телеканалами BBC America та BBC World News у США.

## Історія
Компанія була заснована в 1980 році і раніше була відома як Rainbow Media Holdings, LLC (дочірня компанія Cablevision), але була відділена як публічна компанія в липні 2011 року сім’єю Долан.
У 2020 році компанія запланувала масштабний редизайн та архітектурне оновлення своєї 10-поверхової штаб-квартири, що в Нью-Йорку.
У вересні 2020 року виконавчий голова Чарльз Долан звільнився зі своєї посади, перейшовши на посаду заступника голови. Тоді ж його сина, Джеймса Долана, було призначено головою AMC Networks.
2 лютого 2021 року компанія AMC Networks уклала стратегічне партнерство з канадською продюсерською компанією Shaftesbury Films. AMC Networks здійснила інвестиції в компанію, надавши їм доступ до свого контенту в Канаді.

## Підрозділи

### Основні телеканали
- AMC
- IFC
- SundanceTV
- WeTV
- BBC America

### Преміальні потокові медіасервіси
- Acorn TV
- Allblk
- AMC+
- BritBox (minority stake)
- IFC Films Unlimited
- Shudder
- Sundance Now
- WE tv+